# Nuapatna
Nuapatna es una ciudad censal situada en el distrito de Cuttack en el estado de Odisha (India). Su población es de 8057 habitantes (2011). Se encuentra a 88 km de Cuttack  y a 85 km de Bhubaneswar.

## Demografía
Según el censo de 2011 la población de Nuapatna era de 8057 habitantes, de los cuales 4208 eran hombres y 3849 eran mujeres. Nuapatna tiene una tasa media de alfabetización del 83,53%, superior a la media estatal del 72,87%: la alfabetización masculina es del 90,06%, y la alfabetización femenina del 76,40%.